# Eltern haften für ihre Kinder (Band)
Die Rockband Eltern haften für ihre Kinder wurde Anfang der 1980er Jahre unter anderem von den Torfrockmusikern Gunnar Kämmer (Schlagzeug) und Raymond Voß (Gesang, Rhythmusgitarre) gegründet. Weitere Mitglieder waren Ronnie Meyer (Leadgitarre), Achim Gunske (E-Bass) und Eckart Hofmann (Saxophon, Querflöte).

## Konzept und Songs
Inhaltlich haben die Lieder der Band nicht viel mit Torfrock zu tun, da es sich um sehr ernste Themen handelte, welche auf die Missstände ihrer Zeit aufmerksam machen wollen.
Das Stück „Kanonenbootheiland“ ist eine deutliche Aussage gegen Waffen und Kriege. Das Fischerlied, welches auf der Melodie von Lou Reeds Walk on the Wild Side beruht, ist aus einer Freundschaft mit einem Hamburger Fischer entstanden und macht auf die ungesicherte Existenz der Fischer Anfang der 1980er Jahre und die Verschmutzung der Nordsee aufmerksam. Dieses geschieht nicht, ohne sich gegen den damaligen Bundeskanzler Helmut Schmidt zu wenden, dem sie Vernachlässigung dieser Dinge vorwerfen.
Der Song Liebe Auf Dem Neuesten Stand stellt die Tiefe von Liebesbeziehungen in Frage, in denen es auf Kosten der romantischen Liebe immer mehr nur um kurzfristige sexuelle Interessen geht. Mit Zauberkasten ist die Wahlurne gemeint; das Stück rechnet mit falschen Wahlversprechen ab. In Trabantenstadt kommen Anonymität, Vereinsamung, Einzelkämpfertum und Gleichgültigkeit, wie sie in der Großstadt herrschen, zur Sprache.

## Diskografie
- Eltern Haften Für Ihre Kinder (Album)
- Das Fischerlied (Single)